# NATO Fenntartási és Ellátási Szervezet
A NATO Fenntartási és Ellátási Szervezet - angolul NATO Maintenance and Supply Organization, rövidítve  (NAMSO); franciául L'Organisation OTAN d'entretien et d'approvisionnement – az Észak-atlanti Tanács által 1958. május 21-én jóváhagyott Alapító Okirat alapján alakult meg. A NAMSO gyakorlatilag egy NATO termék és logisztikai szervezet, döntéshozó eleme az Igazgatótanács, végrehajtó szerve a NATO Fenntartó és Ellátó Ügynökség. Csak az Észak-atlanti Tanács módosíthatja az Alapító Okiratot, ugyanakkor a Tanács a létrejött szervezetnek szervezeti, adminisztrációs és költségvetési függetlenséget biztosított.

## Feladata
A szervezet széles körű feladatokat lát el az alapító okiratnak megfelelően. Ezek:
- A NAMSO feladata a NATO, vagy annak tagországai számára kollektív, vagy egyéni logisztikai támogatás nyújtása
- A szervezet kiemelt feladata a NATO, illetve tagállamai részére maximális hatékonysággal és minimális költségekkel nyújtani logisztikai támogatást úgy békeidőben, mint háború esetén

## Tagállamok, csatlakozási időpont
A szervezet a NATO tagállamokból önkéntes alapon csatlakozott államokból áll.
- Amerikai Egyesült Államok, 1958. május
- Belgium, 1959. január
- Bulgária, 2005. január
- Csehország, 1999. június
- Dánia, 1958. május
- Egyesült Királyság, 1958. május
- Észtország, 2005. január
- Franciaország, 1958. május
- Görögország, 1958. május
- Hollandia, 1958. május
- Izland, 2007. június
- Kanada, 1975. január
- Lengyelország, 1999. december
- Lettország, 2005. január
- Litvánia, 2004. augusztus
- Luxemburg, 1958. október
- Magyarország, 1999. június
- Német Szövetségi Köztársaság, 1958. május
- Norvégia, 1958. május
- Olaszország, 1958. május
- Portugália, 1958. május
- Románia, 2005. január
- Spanyolország, 1985. január
- Szlovákia, 2004. október
- Szlovénia, 2004. július
- Törökország, 1958. május

## Felépítése

### NAMSO Igazgatótanács(NAMSO Board of Directors- NAMSO BOD)
- Tagok

Valamennyi hivatalos NAMSO tagállam egy-egy logisztikai felső vezetővel képviselteti magát az Igazgatótanácsban. A képviselő nevét a tagállam köteles hivatalos csatornán keresztül a NATO főtitkárnak, illetve a NAMSO Igazgatótanács elnökének megadni. Minden Igazgatótanácsi tag alkalmazhat szakértőt, aki részt vehet az ülések vitáiban. A Szervezethez tartozó NATO Fenntartó és Ellátó Ügynökség alkalmazásában csak olyan volt igazgatótanácsi tagot lehet alkalmazni, akinek igazgatótanácsi tagsága legalább 3 éve megszűnt. Ettől el lehet térni, de ezt külön kérelemre csak az Igazgatótanács egyhangú döntése engedélyezheti.
- Elnök

Az elnök személyét egy évre választják. Az év elteltével újraválasztható, az újraválaszthatóság számát az Alapító Okirat nem határozza meg. Az elnök nem láthat el nemzeti képviseletet és nem rendelkezik szavazati joggal sem az Igazgatótanácsban. Az elnök az Igazgatótanács nevében jár el, beszámolni is annak köteles. Az elnök részt vesz a BOD alá közvetlenül alárendelt bizottságok munkájában.
- Felépítése, működése

- Az elnök munkáját Állandó Titkárság segíti
- Az Igazgatótanács köteles rendszeresen ülésezni, olyan időközönként, ami a hatékony munkát segíti
- Az írásos anyagok terjesztését az Igazgatótanács korlátozhatja annak szakmai, vagy szerzői jogi tartalma miatt
- Az Igazgatótanács támogatására létrehozhat bizottságokat, melyekbe minden tagállam küld képviselőt. A bizottságok esetenként munkacsoportot hozhatnak létre
- Az Igazgatótanács egyszerű többséggel hoz döntést. Ugyanakkor minden költségvetéssel, az általános NATO feladatokkal, A-5 (ezredes) és e feletti beosztásokkal kapcsolatos döntés csak egyhangú lehet. Amennyiben a többségi döntés valamely tagállam érdekeit sérti, azt megoldásra az Észak-atlanti Tanács elé terjesztheti a tagállam.

### NAMSO Fegyverrendszerek Együttműködés(NAMSO Weapon Systems Partnership)
Ilyen együttműködési csoportokat, bizottságokat bármely tagállam javaslatára létre lehet hozni. A létrehozásnak nem feltétele valamennyi tagállam részvétele, viszont világos szervezeti és működési szabályzattal kell rendelkeznie, amit az Igazgatótanács hagy jóvá. A megvitatott témákat, a hozott döntéseket minden esetben jelenteni kell az Igazgatótanács elnökének. Magyarország több ilyen csoport munkájában részt vesz. Ezek közül kiemelkedik a Magyarországon már részben telepített RAT-31DL radar rendszert támogató ún. RAT-31 Támogató Konferencia (angolul RAT-31 Support Conference) munkájában való részvétel.

### NATO Fenntartó és Ellátó Ügynökség(NATO Maintenance and Supply Agency-  NAMSA)
Az Ügynökség a NAMSO BOD végrehajtó szervezete, székhelye Capellen, Luxemburg. Feladata az Igazgatótanács döntéseinek végrehajtása és végrehajtatása a tagállamok által.